# Devarodes pizarra
Devarodes pizarra är en fjärilsart som beskrevs av Paul Dognin 1893. Devarodes pizarra ingår i släktet Devarodes och familjen mätare. Inga underarter finns listade i Catalogue of Life.